# Beskidek (Beskid Mały)
Przełęcz Beskidek (799 m) – przełęcz w głównym grzbiecie Pasma Łamanej Skały w Beskidzie Małym, pomiędzy szczytami Leskowca (922 m) i Potrójnej (847 m). Północno-zachodnie stoki przełęczy opadają do doliny potoku Klimaska, południowo-wschodnie do doliny potoku Sikorówka. Rejon przełęczy i wszystkie jej stoki są całkowicie zalesione.
Przez przełęcz biegnie granica między miejscowościami Rzyki w powiecie wadowickim (stok północny) i Krzeszów w powiecie suskim (stok południowy) – obydwie w województwie małopolskim. Do końca XIX wieku przez przełęcz Beskidek prowadził szlak, łączący Andrychów ze Ślemieniem. Istniały również plany poprowadzenia tędy asfaltowej drogi, łączącej Andrychów i Suchą Beskidzką. Obecnie przez przełęcz prowadzą dwa szlaki turystyczne.
Szlaki turystyczne
 Mały Szlak Beskidzki na odcinku: Przełęcz Kocierska – Potrójna – Łamana Skała – rozdroże pod Smrekowicą – przełęcz Beskidek – Leskowiec – schronisko PTTK Leskowiec – Krzeszów – Zembrzyce.
 Przydawki – Gołasie – Przełęcz pod Mladą Horą – Anula – rozdroże pod Smrekowicą – Smrekowica – Na Beskidzie – Góra Potrójna – przełęcz Beskidek – Leskowiec. Czas przejścia 3:30 h, 3 h.